# Martincourt (Oise)
Pour les articles homonymes, voir Martincourt.
Martincourt est une commune française située dans le département de l'Oise en région Hauts-de-France.

## Géographie

### Localisation

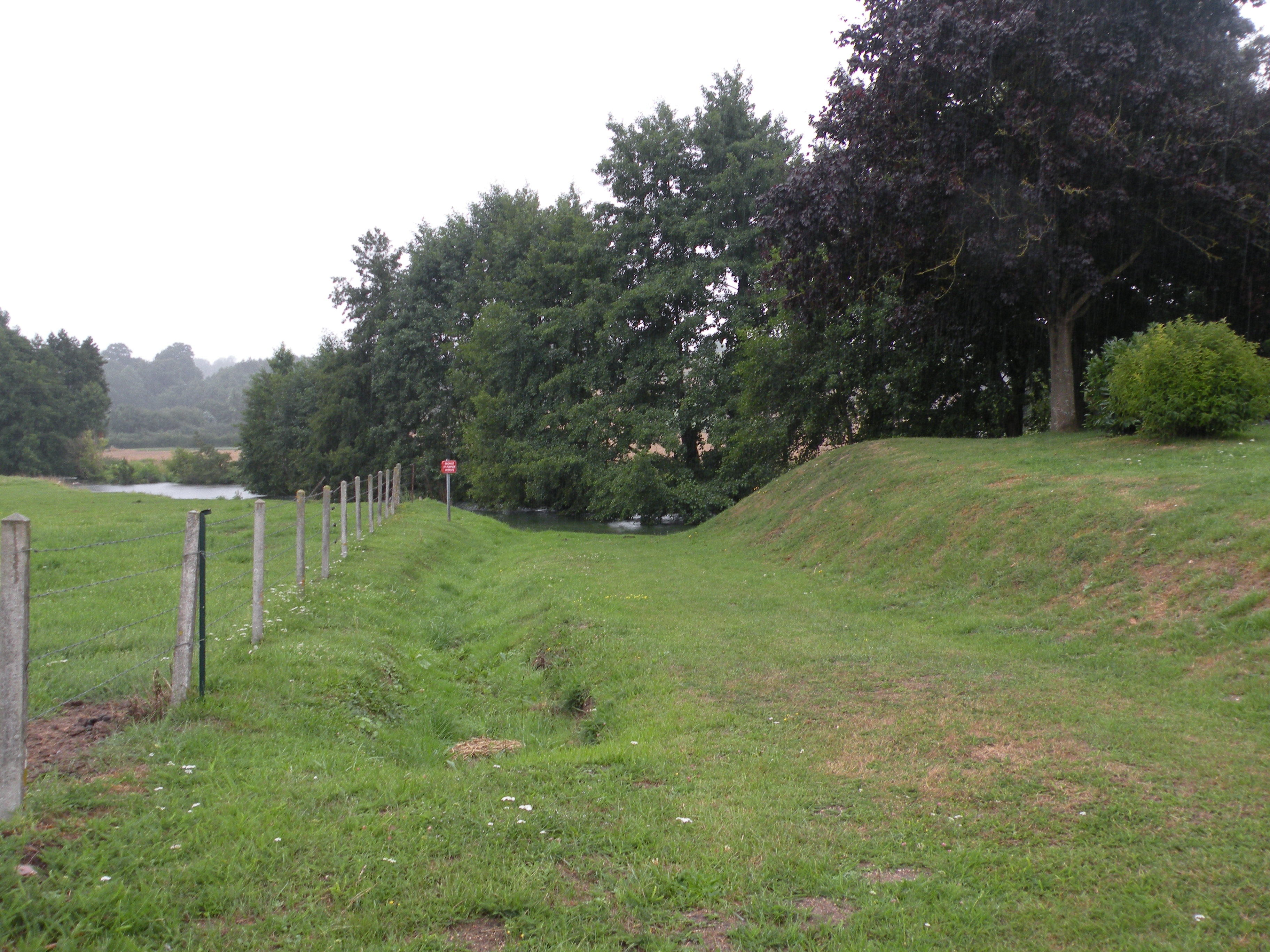
Paysage de la commune.

Martincourt est un village rural picard de la vallée du Thérain jouxtant par l'ouest Crillon et situé à 17 km à vol d'oiseau au nord-ouest de Beauvais, 29 km au nord-est de Gisors, 13 km à l'est de Gournay-en-Bray et 59 km de Rouen, 40 km au sud-est de Neufchâtel-en-Bray et 16 km au sud de Grandvilliers.
La commune se trouve dans l'aire d'attraction de Beauvais ainsi que dans sa zone d'emploi, et dans le bassin de vie de Grandvilliers.

### Communes limitrophes
Les communes limitrophes sont  Achy, Crillon, Grémévillers, Hanvoile et Vrocourt.
|          | Gremevillers | Achy    |
| Vrocourt | Martincourt  |         |
| Hanvoile |              | Crillon |

### Géologie et relief
La superficie de la commune est de 5,08 km2 ; son altitude varie de 95  à   176 mètres.
En 1836, Louis Graves indique que « le territoire n'a que peu de développement à droite de la rivière, mais il s'avance à gauche jusqu'aux limites du canton de Marseille en formant un long prolongement entre les communes de Frocourt et de Crillon. Le, chef-lieu est au midi sur .les deux côtés de la rivière ».
Le territoire de la commune s'étend au nord-est jusqu'à la vallée des chaudrons et le bois de Cagny (anciennement Bois de Moreval mais absorbé depuis par le bois de Cagny), au sud au milieu des champs séparant la commune de celle d'Hanvoile, à l'Ouest jusqu'à la Cavée et jusqu'aux limites de la commune de Vrocourt, et enfin à l'Est jusqu'aux Fonds de Vauchelles.

### Hydrographie

#### Réseau hydrographique
La commune est située dans le bassin Seine-Normandie. Elle est drainée par le Thérain et le ruisseau d'Hanvoile,,.
Le Thérain, d'une longueur de 94 km, prend sa source dans la commune de Gaillefontaine et se jette  dans l'Oise à Saint-Leu-d'Esserent, après avoir traversé 43 communes.

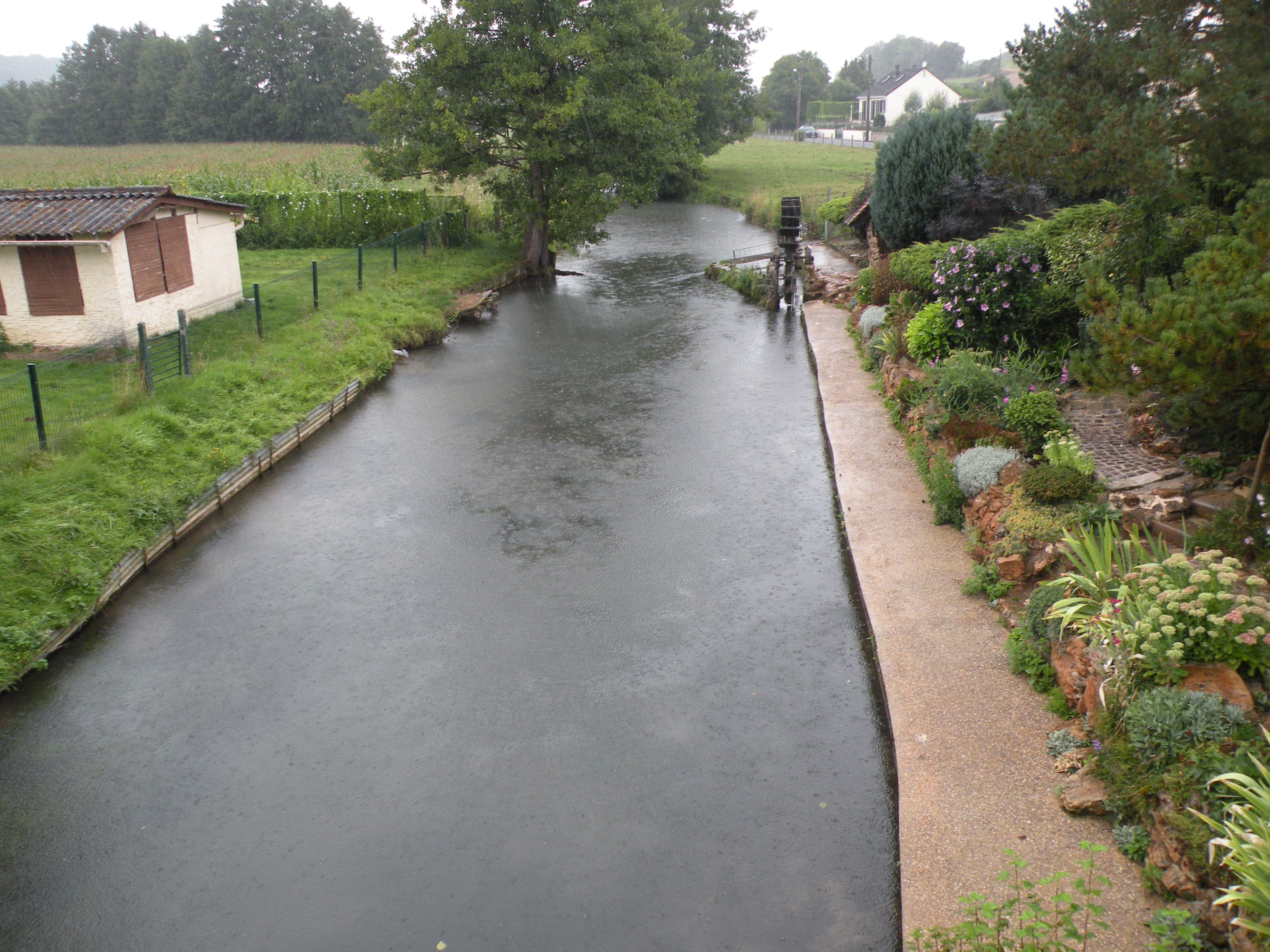
Le Thérain à Martincourt.
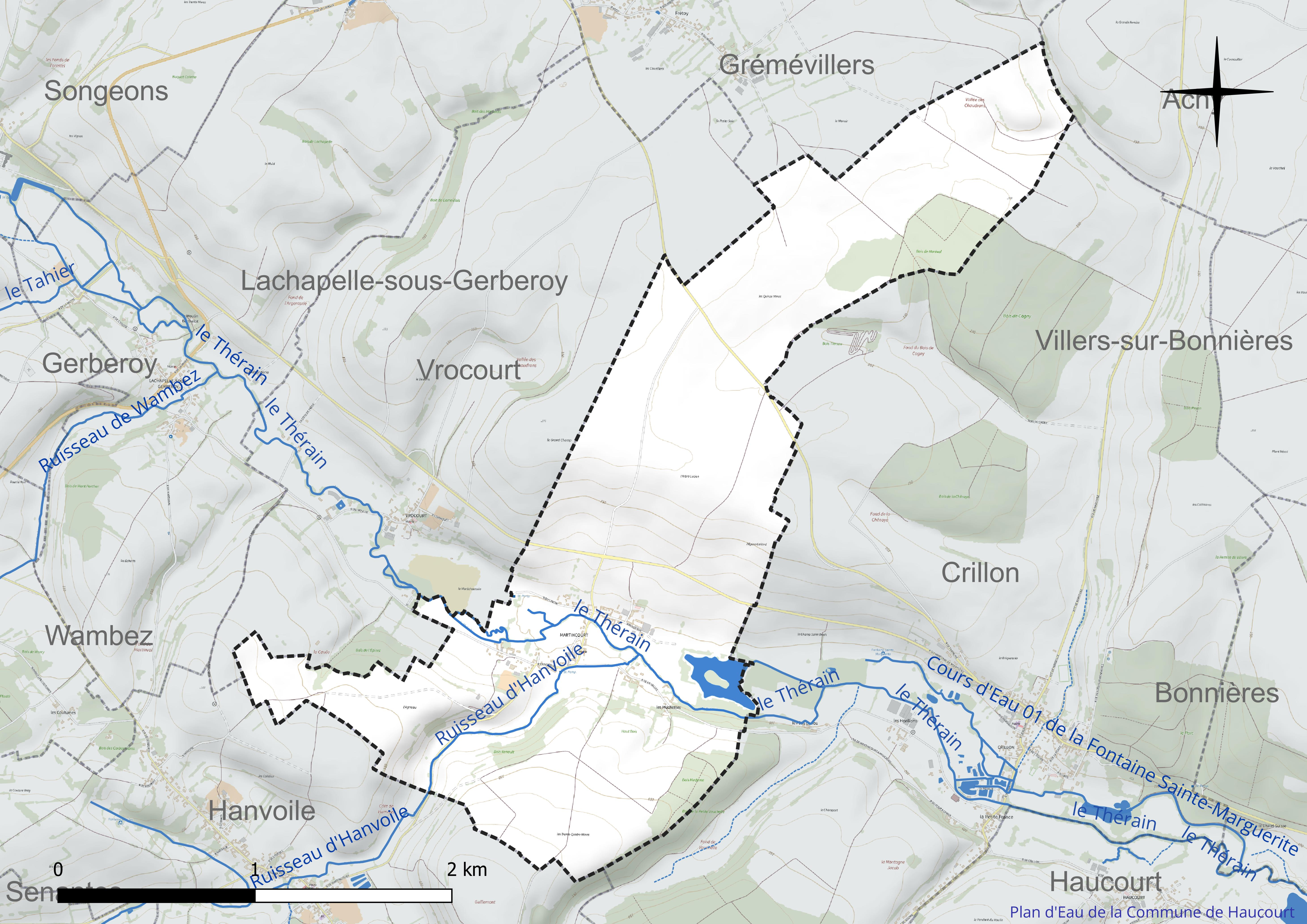
Réseau hydrographique de Martincourt.

Un plan d'eau complète le réseau hydrographique : le plan d'eau de la commune de Martincourt, d'une superficie totale de 4,6 ha (4,5 ha sur la commune),.

#### Gestion et qualité des eaux
Le territoire communal est couvert par le schéma d'aménagement et de gestion des eaux (SAGE) « Sensée ». Ce document de planification concerne un territoire de 1 219 km2 de superficie, délimité par le bassin versant du Thérain. Le périmètre a été arrêté le 27 janvier 2023 et le SAGE proprement dit est, en 2024, en cours d'élaboration. La structure porteuse de l'élaboration et de la mise en œuvre est le syndicat intercommunal de la Vallée du Thérain (SIVT).
La qualité des cours d'eau peut être consultée sur un site dédié géré par les agences de l'eau et l'Agence française pour la biodiversité.

### Climat
Pour des articles plus généraux, voir Climat des Hauts-de-France et Climat de l'Oise.
En 2010, le climat de la commune est de type climat océanique dégradé des plaines du Centre et du Nord, selon une étude du CNRS s'appuyant sur une série de données couvrant la période 1971-2000. En 2020, Météo-France publie une typologie des climats de la France métropolitaine dans laquelle la commune est exposée à un climat océanique et est dans la région climatique Nord-est du bassin Parisien, caractérisée par un ensoleillement médiocre, une pluviométrie moyenne régulièrement répartie au cours de l'année et un hiver froid (3 °C).
Pour la période 1971-2000, la température annuelle moyenne est de 10,1 °C, avec une amplitude thermique annuelle de 14,3 °C. Le cumul annuel moyen de précipitations est de 771 mm, avec 12 jours de précipitations en janvier et 8,1 jours en juillet. Pour la période 1991-2020, la température moyenne annuelle observée sur la station météorologique la plus proche, située sur la commune de Saint-Arnoult à 13 km à vol d'oiseau, est de 10,4 °C et le cumul annuel moyen de précipitations est de 797,2 mm,. Pour l'avenir, les paramètres climatiques de la commune estimés pour 2050 selon différents scénarios d'émission de gaz à effet de serre sont consultables sur un site dédié publié par Météo-France en novembre 2022.

## Urbanisme

### Typologie
Au 1er janvier 2024, Martincourt est catégorisée commune rurale à habitat dispersé, selon la nouvelle grille communale de densité à sept niveaux définie par l'Insee en 2022.
Elle est située hors unité urbaine. Par ailleurs la commune fait partie de l'aire d'attraction de Beauvais, dont elle est une commune de la couronne,. Cette aire, qui regroupe 162 communes, est catégorisée dans les aires de 50 000 à moins de 200 000 habitants,.

### Occupation des sols

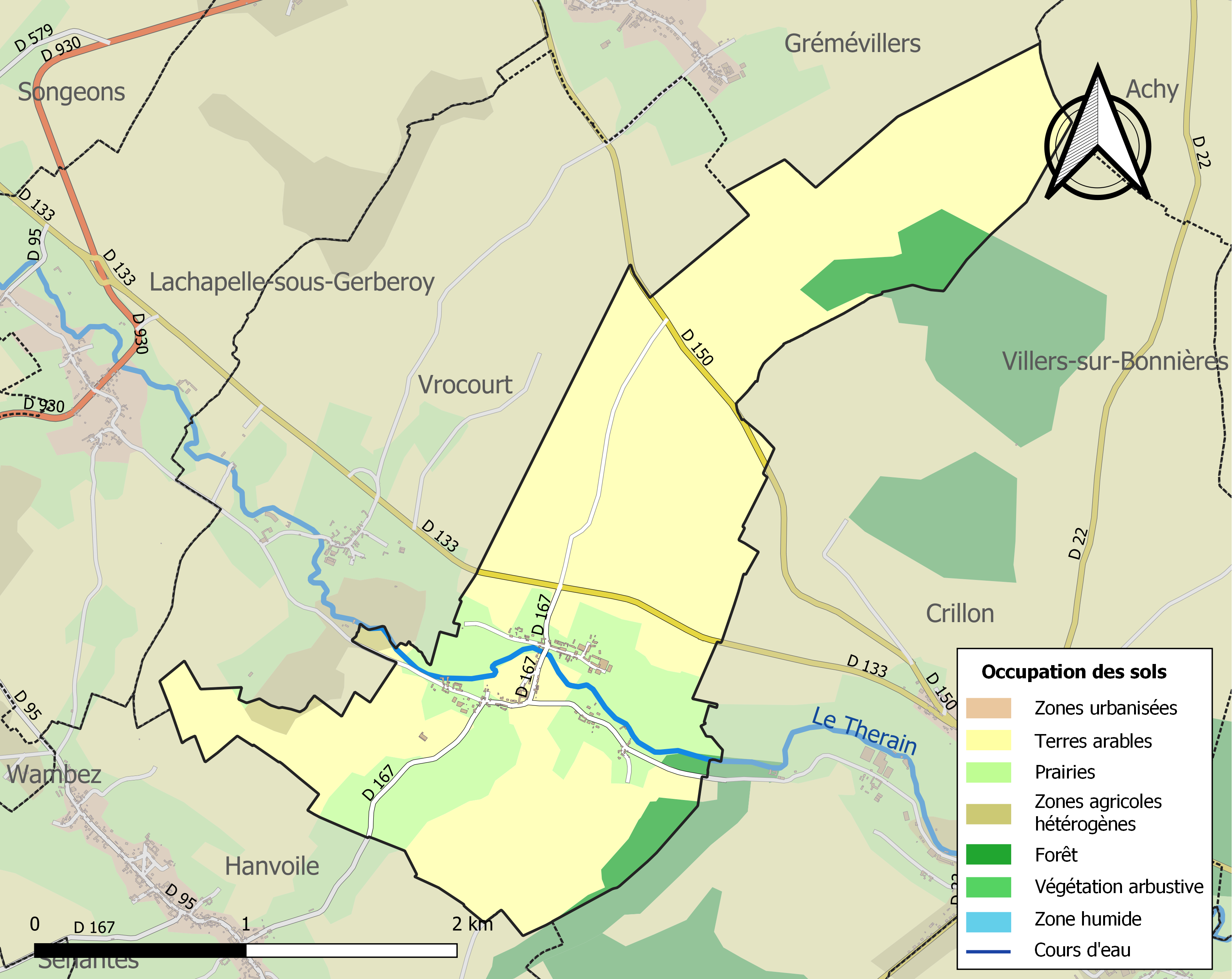
Carte des infrastructures et de l'occupation des sols de la commune en 2018 (CLC).

L'occupation des sols de la commune, telle qu'elle ressort de la base de données européenne d'occupation biophysique des sols Corine Land Cover (CLC), est marquée par l'importance des territoires agricoles (94,4 % en 2018), une proportion identique à celle de 1990 (94,4 %).
La répartition détaillée en 2018 est la suivante : terres arables (75,6 %), prairies (18 %), forêts (5,6 %), zones agricoles hétérogènes (0,8 %).
L'évolution de l'occupation des sols de la commune et de ses infrastructures peut être observée sur les différentes représentations cartographiques du territoire : la carte de Cassini (XVIIIe siècle), la carte d'état-major (1820-1866) et les cartes ou photos aériennes de l'IGN pour la période actuelle (1950 à aujourd'hui).

### Habitat et logement
En 2021, le nombre total de logements dans la commune était de 62, alors qu'il était de 61 en 2016 et de 60 en 2011.
Parmi ces logements, 88,7 % étaient des résidences principales, 8,1 % des résidences secondaires et 3,2 % des logements vacants. Ces logements étaient pour 98,4 % d'entre eux des maisons individuelles et pour 1,6 % des appartements.
Le tableau ci-dessous présente la typologie des logements à Martincourt en 2021 en comparaison avec celle de l'Oise et de la France entière. Une caractéristique marquante du parc de logements est ainsi une proportion de résidences secondaires et logements occasionnels (8,1 %) supérieure à celle du département (2,4 %) mais inférieure à celle de la France entière (9,7 %).
| Typologie                                               | Martincourt | Oise | France entière |
| ------------------------------------------------------- | ----------- | ---- | -------------- |
| Résidences principales (en %)                           | 88,7        | 90,5 | 82,2           |
| Résidences secondaires et logements occasionnels (en %) | 8,1         | 2,4  | 9,7            |
| Logements vacants (en %)                                | 3,2         | 7    | 8,1            |

### Voies de communication et transports
Le village est desservi par la D167.
La commune est desservie, en 2023, par les lignes 612, 6103 et 6104 du réseau interurbain de l'Oise.

## Toponymie
Le nom de la localité est attesté sous les formes Martincourt (1136) ; Martincort (1147) ; Martincurt (1147) ; de Martincurte (vers 1170) ; Martini curtis (1195) ; de Martini curte (1195) ; apud Martincourt (1202) ; Martaincourt (vers 1470) ; Martincour (1667).
La principale piste évoquée pour trouver l'origine du nom du village se trouve dans le gentilice romain Martinus. On peut imaginer un habitant sur les terres de Martincourt, à une époque ou le latin était encore en vigueur qui portait le "nom de famille" Martin, bien qu'à cette époque, on ne parlait pas encore de nom de famille, mais bien de gens ou de gentilice. Cette possibilité, combinée à l'étymologie du suffixe "-court" qui désigne la cour de ferme, nous mène vers une traduction littérale qui serait "La ferme de Martin".
Le village est parfois nommé Martincourt-en-Beauvaisis dans certains ouvrages du XIXe siècle pour la différencier du hameau de Martincourt, dépendant de Saint-Vaast-lès-Mello, mais aussi de Martincourt-sur-Meuse.

## Histoire

### Moyen Âge
On peut faire remonter l'occupation de la vallée du Thérain à l'emplacement même du Martincourt actuel à l'époque mérovingienne avec la découverte en 1894 par Lucien Vuilhorgne d'une quarantaine de sépultures d'hommes et de femmes qui ont sans doute vécu là entre le Ve et le VIIIe siècle.
"A Martincourt, notre aimable confrère, M.Vuilhorgue, entreprit, des fouilles au lieu-dit "Pied-du-Mont", Cet endroit avait déjà été exploré sur une petite étendue. Environ une quarantaine de sépultures furent mises à jour. Les corps se trouvaient à 1 mètre en moyenne de profondeur. En dehors des auges en pierre, les bières en bois dominaient. Le mobilier se composait principalement de vases funéraires en terre".
En 1472, lors de la défaite de Charles le Téméraire au siège de Beauvais, les 80 000 hommes et leur chef se retirent et brûlent et pillent une grande partie des villages de la région, le moulin de Martincourt est à cette occasion détruit ainsi que celui de Vrocourt, une partie de Songeons, lachapelle-sous-Gerberoy et de nombreuses maisons d'Hanvoile etc.[réf. nécessaire]
La famille Auxi-Monceaux s'offre les terres de Martincourt dès 1480, le domaine d'Hanvoile suivra en 1492[réf. nécessaire].

### Époque contemporaine
La commune, instituée par la Révolution française, absorbe de 1826 à 1833 celle de Vrocourt,.
En 1836, Martincourt dispose d'un presbytère et d'une argilière, ainsi que de deux moulins à eau et un moulin à foulon. Les habitants vivent de l'agriculteur et quelques habitants filent la laine.
Le village a été desservi de 1894 à 1936 par le chemin de fer secondaire à voie métrique de la ligne de Milly-sur-Thérain à  Formerie exploité par la Compagnie des Chemins de fer de Milly à Formerie et de Noyon à Guiscard et à Lassigny. À cette période, le petit "tortillard", un train composé le plus souvent d'une locomotive, un wagon  de marchandises et une voiture de passagers, traversait la vallée du Thérain en desservant la petite gare de Martincourt, mais aussi Vrocourt, Lachapelle-sous-Gerberoy etc. La gare existe encore, elle se trouve Rue du Moulin,.

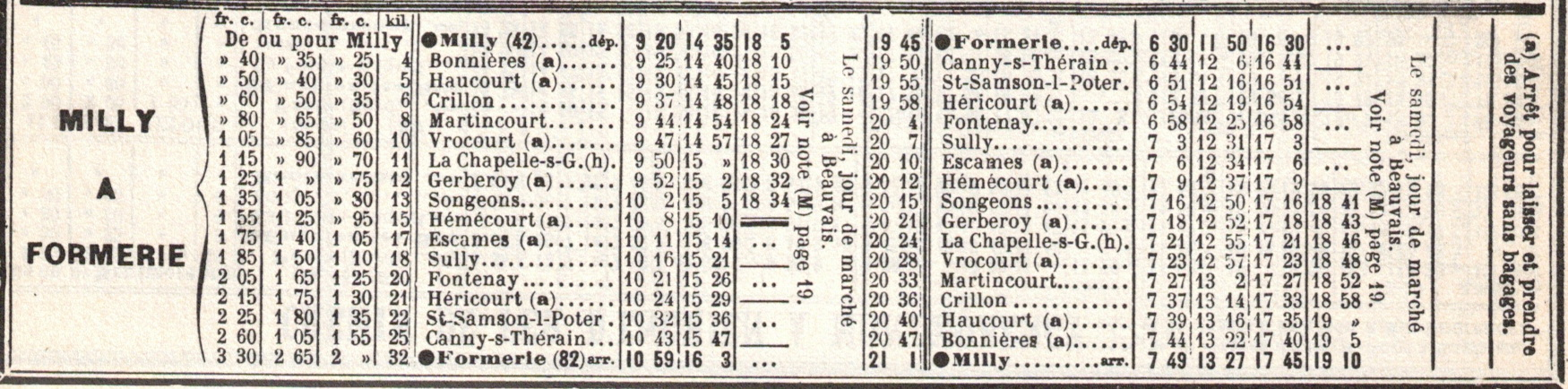
Horaires de la ligne en mai 1914.

## Politique et administration

### Rattachements administratifs et électoraux

#### Rattachements administratifs
La commune se trouve dans l'arrondissement de Beauvais du département de l'Oise.
Elle faisait partie depuis 1802 du canton de Songeons. Dans le cadre du redécoupage cantonal de 2014 en France, cette circonscription administrative territoriale a disparu, et le canton n'est plus qu'une circonscription électorale.

#### Rattachements électoraux
Pour les élections départementales, la commune fait partie depuis 2014 du canton de Grandvilliers.
Pour l'élection des députés, elle fait partie de la deuxième circonscription de l'Oise.

### Intercommunalité
Martincourt  est membre de la communauté de communes de la Picardie verte, un établissement public de coopération intercommunale (EPCI) à fiscalité propre créé fin 1996 et auquel la commune a transféré un certain nombre de ses compétences, dans les conditions déterminées par le code général des collectivités territoriales.

### Liste des maires
| Période                                  | Période                        | Identité               | Étiquette | Qualité |
| ---------------------------------------- | ------------------------------ | ---------------------- | --------- | --- |
| Les données manquantes sont à compléter. |                                |                        |           | |
|                                          |                                |                        |           | |
| 30 janvier 1881                          | 1912                           | Louis René Mallard     |           | Cultivateur                                                                                                |
|                                          |                                |                        |           | |
| 1929                                     | 1935                           | Alphonse Delargillière |           | Cultivateur                                                                                                |
| 1935                                     | 1945                           | Henri Travers          |           | Meunier Conseil municipal dissous en juillet 1944. Henri Travers nommé président de la délégation spéciale |
|                                          |                                |                        |           | |
| mars 2001                                | 2008                           | Frédéric Vereecke      |           | Artisan commerçant                                                                                         |
| mars 2008                                | mai 2020                       | Monique Nantier        |           | |
| mai 2020                                 | En cours (au 30 novembre 2024) | Charlie Bourguignon    |           | Chauffeur                                                                                                  |

## Équipements et services publics

### Enseignement
Les enfants de la commune sont scolarisés avec ceux de  Crillon, Haucourt et Vrocourt dans le cadre d'un regroupement pédagogique intercommunal (RPI).

## Population et société

### Démographie

#### Évolution démographique
L'évolution du nombre d'habitants est connue à travers les recensements de la population effectués dans la commune depuis 1793. Pour les communes de moins de 10 000 habitants, une enquête de recensement portant sur toute la population est réalisée tous les cinq ans, les populations de référence des années intermédiaires étant quant à elles estimées par interpolation ou extrapolation. Pour la commune, le premier recensement exhaustif entrant dans le cadre du nouveau dispositif a été réalisé en 2005.

En 2022, la commune comptait 137 habitants, en évolution de +7,03 % par rapport à 2016 (Oise : +0,87 %, France hors Mayotte : +2,11 %).
| 1793 | 1800 | 1806 | 1821 | 1831 | 1836 | 1841 | 1846 | 1851 |
| ---- | ---- | ---- | ---- | ---- | ---- | ---- | ---- | ---- |
| 212  | 205  | 195  | 195  | 356  | 228  | 200  | 191  | 172  |

| 1856 | 1861 | 1866 | 1872 | 1876 | 1881 | 1886 | 1891 | 1896 |
| ---- | ---- | ---- | ---- | ---- | ---- | ---- | ---- | ---- |
| 183  | 156  | 161  | 150  | 139  | 119  | 119  | 114  | 128  |

| 1901 | 1906 | 1911 | 1921 | 1926 | 1931 | 1936 | 1946 | 1954 |
| ---- | ---- | ---- | ---- | ---- | ---- | ---- | ---- | ---- |
| 130  | 135  | 127  | 99   | 83   | 82   | 83   | 107  | 102  |

| 1962 | 1968 | 1975 | 1982 | 1990 | 1999 | 2005 | 2006 | 2010 |
| ---- | ---- | ---- | ---- | ---- | ---- | ---- | ---- | ---- |
| 121  | 118  | 105  | 115  | 108  | 113  | 143  | 145  | 149  |

| 2015 | 2020 | 2022 | - | - | - | - | - | - |
| ---- | ---- | ---- | - | - | - | - | - | - |
| 130  | 135  | 137  | - | - | - | - | - | - |

Le pic de population atteint est atteint entre 1826 et 1833, il ne résulte pas d'une natalité forte ou d'une mortalité faible mais d'une absorption par Martincourt du village voisin de Vrocourt, qui comptait alors une toute petite centaine d'habitants, faisant alors bondir la population de Martincourt d'environ 200 âmes à plus de 300 en très peu de temps. En 1833, Vrocourt redevient une commune indépendante et Martincourt retombe à un peu plus de 200 habitants.
Tout au long du XIXe siècle, les recensements font état de la présence d'une quarantaine de maisons sur le territoire du village, situés dans les mêmes zones qu'aujourd'hui, seule le côté droit de la rue principale était alors bien moins occupée comparé à nos jours. Au milieu du XIXe siècle, on note même dans les recensements que la quasi-totalité des maisons possède un toit en chaume, seule 3 maisons ont des toits en tuiles.

#### Pyramide des âges
La population de la commune est relativement jeune.
En 2018, le taux de personnes d'un âge inférieur à 30 ans s'élève à 33,3 %, soit en dessous de la moyenne départementale (37,3 %). À l'inverse, le taux de personnes d'âge supérieur à 60 ans est de 27,4 % la même année, alors qu'il est de 22,8 % au niveau départemental.
En 2018, la commune comptait 65 hommes pour 65 femmes, soit un taux de 50 % de femmes, légèrement inférieur au taux départemental (51,11 %).
Les pyramides des âges de la commune et du département s'établissent comme suit.
| Hommes | Classe d’âge | Femmes |
| ------ | ------------ | ------ |
| 0,0    | 90 ou +      | 1,5    |
| 1,5    | 75-89 ans    | 11,9   |
| 23,5   | 60-74 ans    | 16,4   |
| 26,5   | 45-59 ans    | 19,4   |
| 16,2   | 30-44 ans    | 16,4   |
| 19,1   | 15-29 ans    | 22,4   |
| 13,2   | 0-14 ans     | 11,9   |

| Hommes | Classe d’âge | Femmes |
| ------ | ------------ | ------ |
| 0,5    | 90 ou +      | 1,4    |
| 5,5    | 75-89 ans    | 7,6    |
| 15,6   | 60-74 ans    | 16,3   |
| 20,8   | 45-59 ans    | 20     |
| 19,4   | 30-44 ans    | 19,4   |
| 17,6   | 15-29 ans    | 16,2   |
| 20,6   | 0-14 ans     | 19,1   |

## Culture locale et patrimoine

### Lieux et monuments
- L'église Saint-Martin de Martincourt est remarquable par son élégant clocher octogonal en charpente et ardoises, et surtout pour la charpente du chœur du XVIe siècle en forme de carène renversée et qui repose sur une sablière ornée sur toute sa longurur d'une inscription en latin. Ses chevrons et la clef sont décorés principalement de petites fleurs et d’un grand soleil. Un entrait et un poinçon torsadés marquent la limite de l’abside et la polychromie en vert, blanc et rouge évoque les couleurs d’origine.
Le bâtiment est construit en moellons mélangés à du silex, pour le mur sud de la nef et la façade, qui pourraient être d'origine romane, et en damier de grès et de silex pour le chœur et les deux excroissances qui le précèdent, et qui datent du XVIe siècle[34],[35].

- Martincourt est situé sur la boucle de randonnée équestre longue de 120 km qui permet de découvrir dans la Picardie verte Gerberoy, Songeons et des paysages du territoire[36].

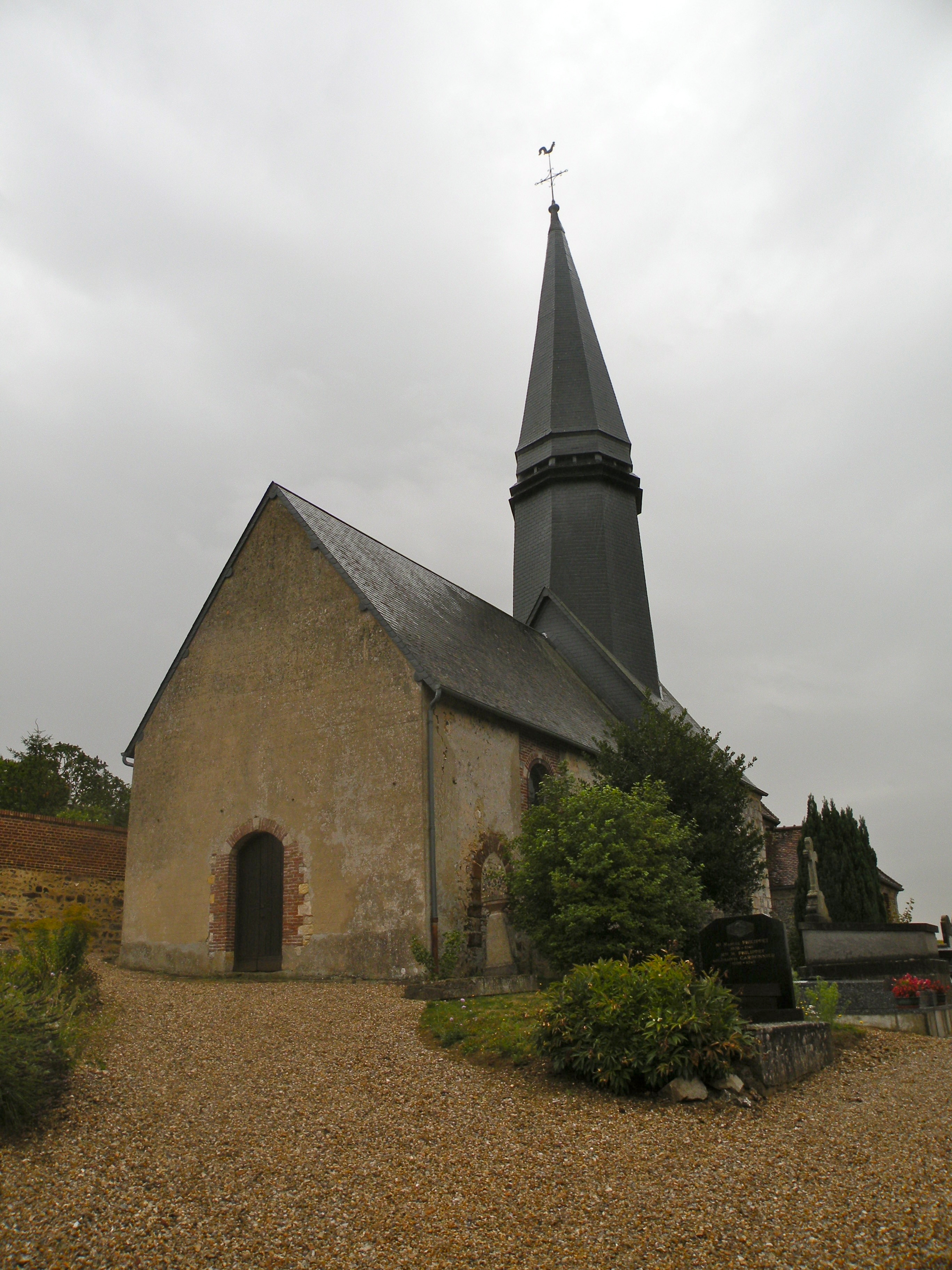
L'église...
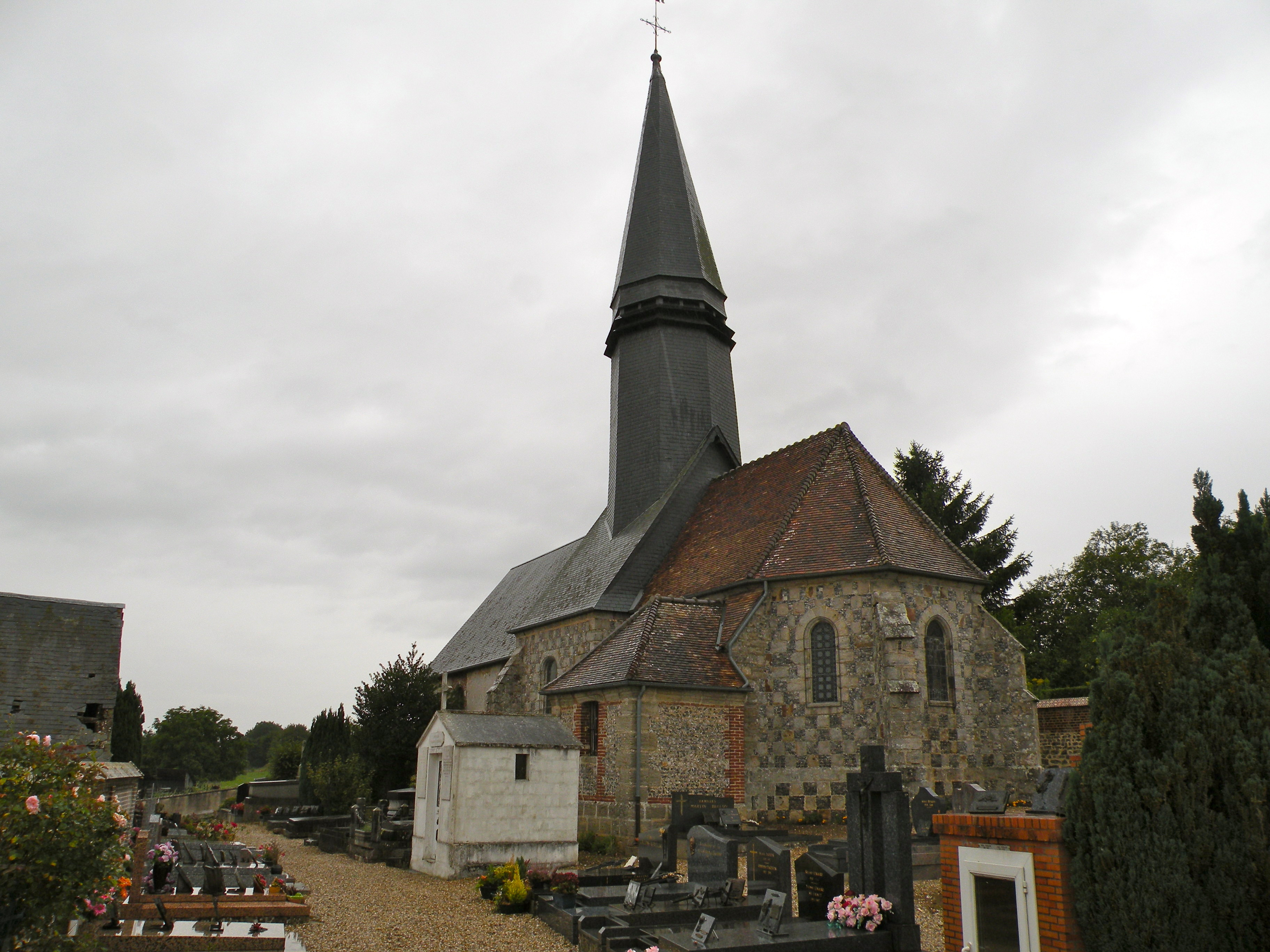
... et son chevet.
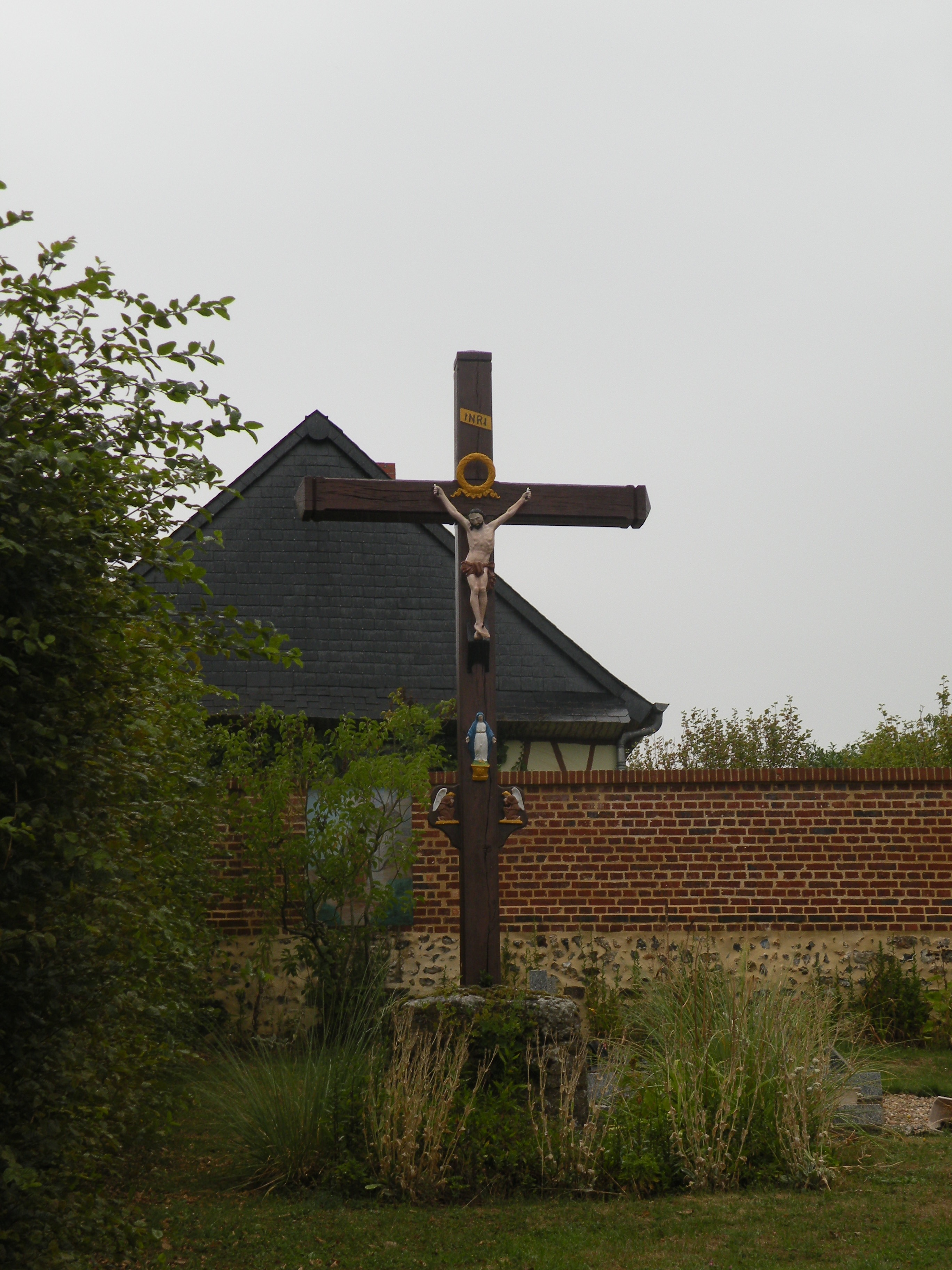
Calvaire.
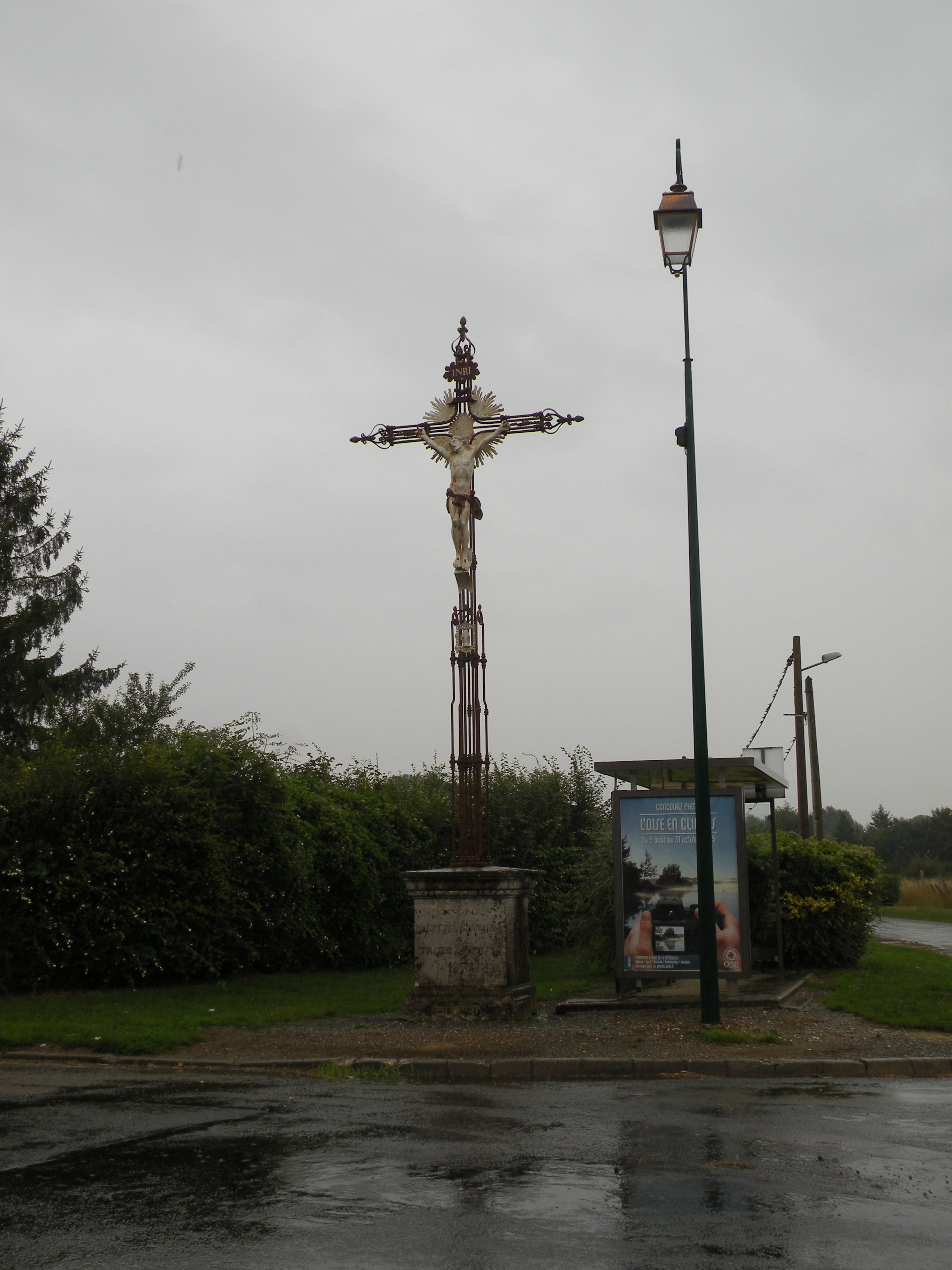
Autre calvaire.

### Martincourt dans les arts et la culture
Martincourt est le décor principal du roman de Bryan Longer, La mort du comte de Crillon, qui raconte les enquêtes fictives d'un véritable habitant de la commune au XIXe siècle.

## Pour approfondir